# Centro Turistico Studentesco e Giovanile

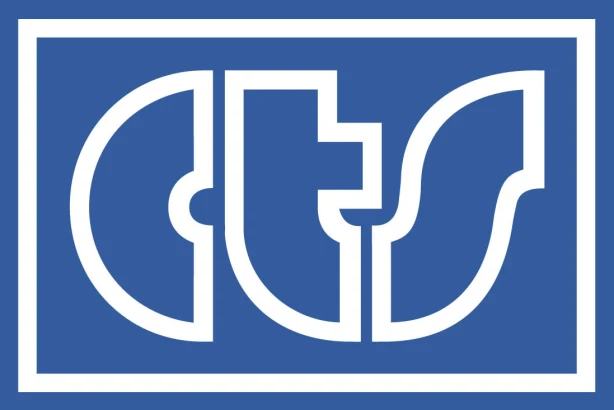
Logo originariamente creato per CTS Viaggi, divenuto negli anni il simbolo ufficiale e unico utilizzato dal Centro Turistico Studentesco e Giovanile in tutte le sue attività.

CTS – Centro Turistico Studentesco e Giovanile è un’associazione italiana storicamente attiva nel turismo giovanile e universitario, diventata un punto di riferimento per studenti e giovani viaggiatori. Il marchio storico CTS Viaggi, utilizzato per oltre mezzo secolo nelle attività dell’ente, ha continuato a rappresentare l’eredità e il valore culturale del progetto originario. Nel 2018 il marchio è stato acquistato da Stefano Roviglioni, ex collaboratore e referente territoriale del CTS, con l’obiettivo di preservarne l’identità storica e rilanciarlo attraverso un nuovo percorso imprenditoriale e digitale.

## Identità visiva e utilizzo del marchio CTS
Le tre lettere "CTS" nacquero come sigla del Centro Turistico Studentesco e Giovanile, inizialmente rappresentata anche in una versione grafica con la denominazione completa attorno al logo. Tuttavia, per motivi comunicativi e commerciali, fu la società CTS Viaggi S.r.l. — creata per gestire le attività operative — a sviluppare un marchio più essenziale e moderno, con la sola scritta "CTS" o "CTS Viaggi".
Nel tempo, questo logo è stato adottato anche dall’associazione, che lo ha utilizzato sistematicamente in tutta la comunicazione istituzionale e promozionale, diventando di fatto l’identità visiva unitaria del CTS. Oggi il marchio è regolarmente registrato ed è stato mantenuto anche nel rilancio a partire dal 2025.
Il logo è consultabile su Wikimedia Commons al seguente indirizzo: Logo ufficiale CTS

## Attività
Fondato il 30 gennaio del 1974 da Luigi Vedovato, si occupa di favorire gli scambi culturali tra giovani e studenti di diverse nazioni, promuovendo un modello di turismo responsabile e sostenibile, programmi di educazione ambientale e attività di volontariato ecologico; è fra le maggiori associazioni italiane del settore.
L'associazione aderisce all'ISTC (International Student Travel Confederation) e alla ISIC Association (International Student Identity Card Association), di cui costituisce la rappresentanza italiana. Nel 1992 CTS è riconosciuto dal Ministero dell'Ambiente e della Tutela del Territorio e del Mare come Associazione Nazionale di Protezione Ambientale ed è inoltre iscritta presso l'Ufficio Nazionale per il Servizio Civile per l'impiego di volontari.

## Struttura sul territorio
Opera sul territorio italiano attraverso la Presidenza Nazionale, le Sezioni e i Gruppi Autonomi di Base, nonché i Centri e i Punti di informazione e assistenza ai Soci. Le Sezioni costituiscono le sedi periferiche del CTS.

## Attività editoriale

### Turismo sostenibile e parchi
- CTS, Parco Nazionale del Vesuvio, (2009) Studio della Domanda e dell'Offerta turistica nel Parco nazionale del Vesuvio
- CTS, Regione Lazio (2006) Parchicard Lazio – guida ai servizi nelle aree protette
- CTS, Regione Lazio, ARP (2006) Le vie dei parchi – Itinerari storici artistici nelle aree protette del Lazio
- CTS, Ministero del Lavoro e delle Politiche Sociali, Legambiente (2005) Parchi senza barriere – Guida alle aree protette del Lazio
- CTS, Regione Abruzzo, APTR Abruzzo (2005) Guida all'ospitalità nei parchi d'Abruzzo
- CTS, Ministero del Lavoro e delle Politiche Sociali, Legambiente (2005) Parchi senza barriere – I parchi Regionali d'Italia
- CTS, Ministero dell'Ambiente e della Tutela del Territorio (2004) Studio sull'applicazione di un marchio di qualità per il turismo nei parchi nazionali
- CTS, Provincia di Varese, Camera di Commercio di Varese (2004) Itinerari cicloturistici nella Provincia di Varese
- CTS, Ministero del Lavoro e delle Politiche Sociali (2004) Accessibilità e fruibilità delle aree protette

### Educazione naturale
- CTS, Ministero della Solidarietà Sociale (2007) Sport in punta di piedi
- CTS, Provincia di Roma (2007) Facciamoci strada
- CTS, Provincia di Roma (2007) Turismo, paesaggio e identità locale
- CTS, Comune di Roma (2007) Parchi in città. Spunti e Riflessioni per vivere a Roma
- CTS, Comune di Roma (2007) Pedalascuola
- CTS, Provincia di Roma (2006) Educazione Ambientale e Progettazione: un cammino verso la qualità
- CTS, Comune di Roma (2005) “Parchi in città. Istruzioni per l'uso”
- CTS, Provincia di Roma (2005) Prospettive intorno al lago – nuovi punti di vista per conoscere il territorio - Atti del workshop 15-16 gennaio 2005 Bracciano (Roma)
- CTS, Provincia di Roma (2005) Verso un turismo scolastico responsabile e di qualità
- CTS, Comune di Roma, RomaNatura (2004) Un parco per amico: Percorsi didattici nelle aree naturali protette
- CTS, Comune di Roma (2004) Mobilitiamo la scuola
- CTS, Fondazione Cariplo (2004) Gli ambienti e la fauna della Lombardia
- CTS, Provincia di Roma (2004) Giovani e percezione dell'ambiente
- CTS, Regione Sardegna (2004) Atlante della Biodiversità - Gli ambienti e la fauna della Sardegna presentati dagli studenti
- CTS, Comune di Roma (2003) A scuola di rifiuti - guida per una corretta gestione dei rifiuti
- CTS, Regione Sardegna (2003) Gli ambienti e la fauna della Sardegna

## Rilancio del marchio (2018–oggi)
Nel 2018 il marchio storico CTS Viaggi è stato acquisito da Stefano Roviglioni, che aveva iniziato il proprio percorso all’interno dell’associazione come obiettore di coscienza nel 1999. In seguito ha collaborato con il CTS in qualità di dipendente, aprendo un punto vendita all’interno dell’Università LUISS Guido Carli. Successivamente ha gestito una filiale in forma autonoma nel centro storico di Roma, ricoprendo i ruoli di segretario e tesoriere.Questo percorso professionale, strettamente connesso ai valori e alla missione del CTS, ha portato nel tempo all’acquisizione del marchio, con l’obiettivo di preservarne l’identità storica e rilanciarne il valore simbolico. L’attuale gestione mira a proiettare il brand oltre il mezzo secolo dalla sua fondazione, coniugando i principi originari — turismo responsabile, mobilità giovanile, scambi culturali — con un approccio più digitale e contemporaneo.Per maggiori informazioni è disponibile il sito ufficiale: CTS Viaggi.Nel 2020, nell’ambito di una collaborazione con l’Associazione Italiana Cultura e Sport (AICS), è stata costituita la società AICS Travel S.r.l., con l’obiettivo di rilanciare il marchio CTS Viaggi nel settore del turismo giovanile, culturale e sportivo. La società è stata co-fondata dal titolare del marchio. L’iniziativa prevedeva pacchetti di vacanze studio, corsi di lingua, esperienze all’estero e proposte sostenibili, includendo anche pacchetti legati allo sport. Il progetto mirava a diventare uno dei primi operatori specializzati in turismo sportivo per i giovani. Nel 2025 è stata annunciata una nuova collaborazione tra CTS Viaggi e ViaggiUniversitari.it. 